# Erebia herse
Erebia herse är en fjärilsart som beskrevs av Grum-grshimailo 1891. Erebia herse ingår i släktet Erebia och familjen praktfjärilar. Inga underarter finns listade i Catalogue of Life.